# Whitesboro (Alabama)
Whitesboro es un lugar designado por el censo ubicado en el condado de Etowah en el estado estadounidense de Alabama. En el Censo de 2010 tenía una población de 2138 habitantes y una densidad poblacional de 75,89 personas por km².

## Geografía
Whitesboro se encuentra ubicado en las coordenadas 34°10′8″N 86°3′31″O / 34.16889, -86.05861. Según la Oficina del Censo de los Estados Unidos, Whitesboro tiene una superficie total de 45.34 km², de la cual 45.28 km² corresponden a tierra firme y (0.13%) 0.06 km² es agua.

## Demografía
Según el censo de 2010, había 2138 personas residiendo en Whitesboro. La densidad de población era de 75,89 hab./km². De los 2138 habitantes, Whitesboro estaba compuesto por el 96.68% blancos, el 0.7% eran afroamericanos, el 0.7% eran amerindios, el 0.28% eran asiáticos, el 0% eran isleños del Pacífico, el 0.7% eran de otras razas y el 0.94% pertenecían a dos o más razas. Del total de la población el 1.12% eran hispanos o latinos de cualquier raza.